# James Ussher
James Ussher, de vegades escrit Usher llatinitzat Iacobus Usserius (Dublín, 4 de gener de 1581 - 21 de març de 1656) fou arquebisbe anglicà d'Armagh, a Irlanda. És conegut per la seva cronologia en què situava la Creació l'any 4004 abans de Crist.

## Biografia
Nascut a Dublín, és famós per haver calculat "científicament" la data de la creació del món a partir de la Bíblia. Els seus càlculs es troben en el llibre Annales Veteris Testamenti, a prima mundi origine deducti, publicat el 1650: segons Ussher, Déu creà l'univers el 22 d'octubre del 4004 aC a les 18.00 h. Càlculs duts a terme per altres autors donen però les dates del 5199 aC o del 3760 aC.
Ussher fou ordenat sacerdot el 1601 i el 1607 esdevingué professor al Trinity College de Dublín, que havia freqüentat anteriorment com a estudiant. El 1625 fou nomenat arquebisbe d'Armagh i primat de l'Església anglicana de tota l'illa, criticant amb força els catòlics, que eren majoria a Irlanda. El 1642, amb l'esclat de la Guerra Civil Anglesa, Ussher es trobava a Anglaterra i llavors no tornà més a Irlanda. Encara que Ussher fos un reialista convençut, partidari del deposat rei Carles I, amb la seva mort Oliver Cromwell feu celebrar el funeral d'estat a l'abadia de Westminster.